# پایگاه هوایی فان رنگ
پایگاه هوایی فان رنگ (به انگلیسی: Phan Rang Air Base) یک فرودگاه پایگاه نیروی هوایی است . این فرودگاه در کشور ویتنام قرار دارد .